# جرج لاریوندا
جرج لاریوندا داور اهل اروگوئه متولد ۹ مارس ۱۹۶۸ می‌باشد او در جام‌های جهانی ۲۰۰۶ و ۲۰۱۰ قضاوت کرده‌است.

## جام جهانی ۲۰۱۰
- استرالیا با صربستان
- آلمان با انگلستان